# Вейк (острів)
Острів Вейк (англ. Wake), також Атол Вейк — острів, розташований в північній частині Тихого океану (Океанія). Знаходиться у двох третинах шляху з Гаваїв (3700 км на захід) до Гуаму (2430 км на схід).

## Географія
Загальна площа — 6,5 км; довжина берегової лінії — 19 км.
До складу острова належать сам острів Вейк, а також дрібніші острови Вілкс (англ. Wilkes) та Піл (англ. Peale).

### Клімат
Острів знаходиться у зоні, котра характеризується мусонним кліматом. Найтепліший місяць — вересень із середньою температурою 28.7 °C (83.7 °F). Найхолодніший місяць — лютий, із середньою температурою 25.6 °C (78.1 °F).
| Клімат Вейка            | Клімат Вейка | Клімат Вейка | Клімат Вейка | Клімат Вейка | Клімат Вейка | Клімат Вейка | Клімат Вейка | Клімат Вейка | Клімат Вейка | Клімат Вейка | Клімат Вейка | Клімат Вейка | Клімат Вейка |
| Показник                | Січ.         | Лют.         | Бер.         | Квіт.        | Трав.        | Черв.        | Лип.         | Серп.        | Вер.         | Жовт.        | Лист.        | Груд.        | Рік          |
| Абсолютний максимум, °C | 31,7         | 31,1         | 32,2         | 32,8         | 33,3         | 33,9         | 34,4         | 35           | 35           | 33,3         | 32,2         | 32,8         | 35           |
| Середній максимум, °C   | 28,4         | 28,3         | 28,7         | 29,4         | 30,3         | 31,2         | 31,6         | 31,7         | 31,7         | 31,1         | 30           | 29,1         | 30,1         |
| Середня температура, °C | 25,9         | 25,6         | 25,9         | 26,5         | 27,3         | 28,3         | 28,6         | 28,7         | 28,7         | 28,3         | 27,4         | 26,6         | 27,3         |
| Середній мінімум, °C    | 23,4         | 22,9         | 23,1         | 23,6         | 24,4         | 25,3         | 25,6         | 25,7         | 25,8         | 25,4         | 24,8         | 24,1         | 24,5         |
| Абсолютний мінімум, °C  | 18,3         | 18,3         | 18,3         | 18,3         | 20,6         | 21,7         | 20,6         | 20           | 20,6         | 20           | 18,3         | 17,8         | 17,8         |
| Норма опадів, мм        | 35.6         | 43.2         | 58.4         | 55.9         | 45.7         | 48.3         | 106.7        | 137.2        | 116.8        | 111.8        | 68.6         | 48.3         | 876.3        |
| Днів з дощем            | 11           | 10           | 12           | 14           | 15           | 16           | 19           | 19           | 19           | 19           | 15           | 13           | 181          |
| ----------------------- | ------------ | ------------ | ------------ | ------------ | ------------ | ------------ | ------------ | ------------ | ------------ | ------------ | ------------ | ------------ | ------------ |
| Джерело: Weatherbase    |              |              |              |              |              |              |              |              |              |              |              |              |              |

## Історія
Згідно з переказами, тубільці Маршаллових Островів навідували острів. Немає свідчень, що вони коли-небудь постійно мешкали тут.
20 жовтня 1568, Алваро де Мендан'я де Нейра (ісп. Álvaro de Mendaña de Neyra), іспанський дослідник з двома суднами, «Лос Рейес» (ісп. Los Reyes) і «Сантос Тодос» (ісп. Santos Todos), виявив «низький безплідний острів, оцінений у вісім ліг в колі», якому він дав ім'я Сан-Франциско.
Зрештою острів був названий на честь капітана Вільяма Вейка (англ. William Wake) британської торгової шхуни «Принц Вільям Генрі», який відвідав острів Вейк в 1796 р.
20 грудня 1840 дослідницька експедиція США під проводом комодора Чарльза Вілкиса (англ. Charles Wilkes) американського військово-морського Флоту висадилась на острів. Вілкис описав атол як «низький кораловий, трикутної форми та восьми футів вище поверхні. Має велику лагуну в центрі, яка добре наповнена рибою різних видів серед яких була чудова кефаль». Він також відзначив, що на Вейку немає прісної води й що острів був покритий кущами. Натураліст експедицій, Тішен Пил (англ. Titian Peale), зібрав багато нових зразків наземної та морської фауни, зокрема яйце від куцохвостого альбатроса.
4 березня 1866 р. німецький барк «Лібель» нім. Libelle розбився на східному рифі Вейку. Пригоди пасажирів яким довелося добиратися до Гуаму на шлюпках повідомлялись багатьма газетами.
У 1899 р. атол був анексований США.

### Друга світова війна

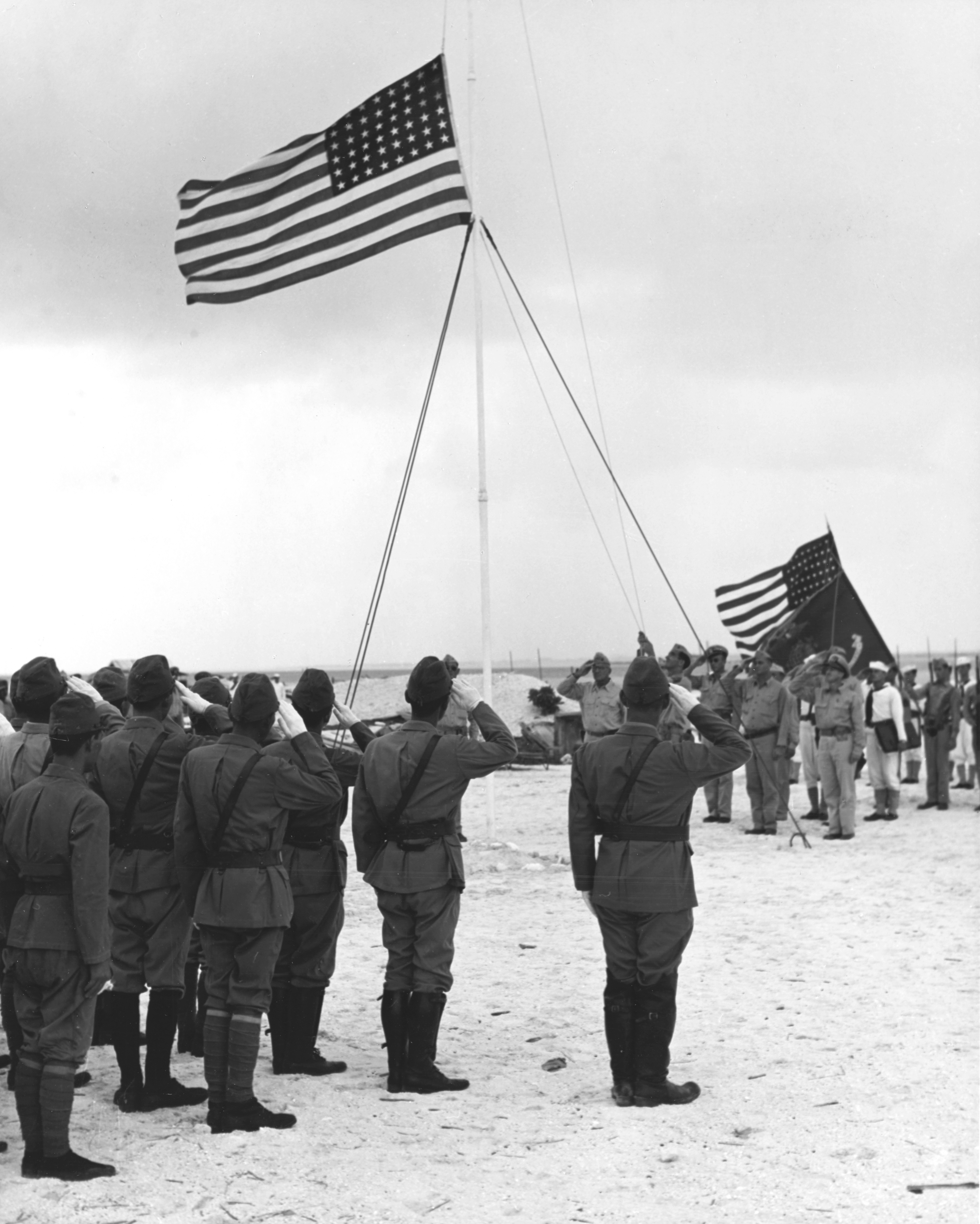
Здача японського гарнізону 4 вересня 1945 р.

У січні 1941, військово-морський Флот Сполучених Штатів збудував на атолі військову базу. 19 серпня на острові було розташовано перший постійний військовий гарнізон під командою підполковника Вінфілда Скота Канінгема (англ. Winfield Scott Cunningham). Це були підрозділи 1-го Захисного Батальйону морської піхоти, у складі 449 осіб. Також на острові були 68 військових моряків і близько 1221 цивільних робітників.
Вони були озброєні шістьма використовуваними 5-дюймовими (127 мм) гарматами, знятими з застарілого крейсера; дванадцятьма 3-дюймовими (76,2 мм) зенітними гарматами M3 (тільки з одним робочим протиповітряним прицілом); вісімнадцятьма важкими кулеметами Браунінг M2; і тридцятьма іншими кулеметами.
8 грудня 1941, в той же день, як напад на Перл-Гарбор (Вейк знаходиться на протилежній стороні лінії зміни дати), як мінімум 27 японських середніх бомбардувальників «Нелл» атакували острів, знищивши на землі вісім з дванадцяти винищувачів F4F ескадрону морської піхоти VMF-211.
Гарнізон поповнений цивільними добровольцями відбив декілька японських спроб висадки. Гарнізон був урешті-решт переможений сповненими рішучості й переважальними в числі японськими силами. Американські втрати склали убитими 52 військових і 70 цивільних осіб. Японські втрати склали від 700 до 900 вбитими; крім того, японські сили втратили чотири есмінці та двадцять літаків.
Зайнятий японцями острів бомбардувала декілька разів американська авіація; один з цих рейдів був першим бойовим завданням для майбутнього Президента Сполучених Штатів Джорджа Г. В. Буша.
4 вересня 1945 р. японський гарнізон здався підрозділу морської піхоти Сполучених Штатів.

### Після війни
З 1974 р. посадкова смуга острову використовується для посадок літаків у випадку крайньої потреби.
Від пізнього квітня до середини серпня 1975 р., острів Вейк використовувався як табір біженців для понад 8000 в'єтнамців, котрі втекли з батьківщини після падіння Сайгона, яке закінчило в'єтнамську війну.
Військові покинули острів і зараз там проживає близько 200 контрактних робітників.